# Affaire des otages du Liban
L'affaire des otages au Liban commence en 1982, par l'enlèvement de l'homme politique américain David S. Dodge par l'Amal islamique, puis en 1985 par l'enlèvement de deux diplomates français, Marcel Carton et Marcel Fontaine, suivi quelques semaines plus tard par celui de  Jean-Paul Kauffmann et Michel Seurat, par le Hezbollah. En 1986 et 1987, des journalistes sont enlevés à leur tour. L'affaire se termine par la libération en 1988 des trois premiers de ces otages, Michel Seurat étant mort en captivité. Les autres otages seront libérés progressivement. 
Selon la journaliste Dominique Lorentz, l'affaire aurait été intimement liée au règlement du contentieux nucléaire franco-iranien autour du consortium Eurodif.

## Enlèvement
Marcel Fontaine et Marcel Carton, tous deux fonctionnaires du ministère français des Affaires étrangères en poste au Liban, sont enlevés le 22 mars 1985 à Beyrouth-Ouest (à majorité musulmane, Beyrouth-Est étant dominé par des quartiers chrétiens). Le lendemain, Gilles Sidney Peyroles, directeur du centre culturel français de Tripoli, subit le même sort par les Fractions armées révolutionnaires libanaises (FARL). Jean-Paul Kauffmann, journaliste, et Michel Seurat, sociologue, sont enlevés le 22 mai 1985, alors qu'ils se trouvaient sur la route de l'aéroport. Michel Seurat devait mourir en captivité en mars 1986. Ces enlèvements sont revendiqués par l’organisation intégriste libanaise du Jihad islamique qui exige la fin de l’aide française à l’Irak alors en guerre contre l’Iran tandis que les FARL réclament la libération du terroriste libanais Georges Ibrahim Abdallah. Selon le journaliste Dominique Lorentz, ces enlèvements et la libération éventuelle des otages entraient dans le cadre du contentieux entre Paris et Téhéran concernant le consortium d'enrichissement d'uranium Eurodif,. Leur longue captivité suscitera une vaste mobilisation de la presse et de l'opinion publique.
D’autres enlèvements suivent en 1986 : le 8 mars, c’est le tour d’une équipe d’Antenne 2, constituée de Philippe Rochot, Georges Hansen, Aurel Cornéa et Jean-Louis Normandin. Ils avaient été envoyés d'urgence au Liban à la suite de l'annonce de « l'exécution » de Michel Seurat par le Jihad islamique. On supposera plus tard que sa mort a été causée par un cancer ou par une hépatite fulgurante. L'équipe d'Antenne 2 venait de filmer une manifestation du Hezbollah à la mosquée de Bir el Abed, qui marquait le premier anniversaire d'un attentat à la voiture piégée. L'enlèvement est revendiqué par l'OJR (Organisation de la Justice Révolutionnaire). Philippe Rochot et Georges Hansen sont libérés en juin, Aurel Cornéa en décembre de la même année et Jean-Louis Normandin le 27 novembre de l’année suivante, en même temps qu’un autre journaliste, Roger Auque, enlevé en janvier 1987. Entre-temps, deux autres Français ont été enlevés et libérés à Beyrouth : Camille Sontag, Marcel Coudari et un militaire français, JP.

## Mobilisation médiatique
L'épouse de Jean-Paul Kauffmann, Joëlle Brunerie, mène pendant toute la détention de son mari une campagne pour parvenir à sa libération. Sur la chaîne de télévision française Antenne 2, à partir du 29 mars 1986, le journal télévisé de 20 heures commence tous les soirs par un rappel de la liste des otages et de leur durée de détention,.

## Libération
Jean-Paul Kauffmann, Marcel Carton et Marcel Fontaine sont libérés à Beyrouth le 4 mai 1988. Ils sont accueillis le lendemain à l’aéroport de Villacoublay par Jacques Chirac et Charles Pasqua.
Après la libération de Marcel Carton et Marcel Fontaine, il restait encore aux mains de divers groupes terroristes les passagers d’un bateau de plaisance, le Silco, dont la Française Jacqueline Valente et ses filles, et quinze otages étrangers dont huit Américains. Le doyen des otages du Liban sera l'Américain Terry Anderson, journaliste d'Associated Press, qui sera resté plus de six ans en détention.
En février 1989, à la veille d’une visite à Téhéran du ministre français des Affaires étrangères, Roland Dumas, Anis Naccache, condamné à perpétuité pour la tentative d'assassinat de l'ancien Premier ministre iranien Chapour Bakhtiar, demandait à Téhéran de « rappeler à la France ses engagements », reliant sa libération à celle des otages restants. Anis Naccache est libéré et expulsé aux côtés de quatre autres terroristes iraniens en juillet 1989.

## Polémique
Le 13 janvier 2002, à quelques semaines de l’élection présidentielle, une note de la DST, mystérieusement rendue publique (après un article de L'Est républicain), indique que la libération des otages français au Liban (1985-1988) avait fait l'objet d'un paiement de rançon, ainsi que d'un système de « rétro-commissions » qui aurait profité à une collaboratrice de Charles Pasqua et à l'épouse de Jean-Charles Marchiani.
Les dirigeants de l'époque ainsi que les otages libérés rétorquent qu'il n'y a pas eu de paiement de rançon, les pouvoirs politiques préférant éviter de susciter de nouvelles vocations de preneurs d'otage. Mais, les choses pourraient s'être passées différemment.
Cette note,— qui est à l'origine d'une information judiciaire ouverte et confiée à la juge d'instruction Isabelle Prévost-Desprez,—  ne s'attarde pas sur le paiement d'une hypothétique rançon, mais détaille un système de « rétro-commissions » qui y serait lié. Selon cette note, publiée par Le Monde, le circuit aurait été le suivant : des versements en provenance d'un compte suisse, dont l'homme d'affaires libanais Iskandar Safa est le titulaire, étaient effectués sur deux comptes français. Puis, les sommes étaient retirées par des proches de Safa et apportées à l'association France Orient, où elles étaient réceptionnées par Jean-Charles Marchiani ou par sa secrétaire. Sur l'année 2000, les versements qui ont pu être retracés avoisineraient les 850 000 F.
Iskandar Safa, ainsi que son frère, avaient à l'époque permis d'identifier et de mieux comprendre l'influence de certains dignitaires iraniens sur les ravisseurs libanais, et auraient été rémunérés pour ce travail. Iskandar Safa a fait l'objet d'un mandat d'arrêt international, et dans un entretien accordé au Monde, il a confirmé la position officielle selon laquelle il n'y aurait pas eu de versement de rançon[réf. souhaitée]. L'État français fournit son alibi, en assurant qu'il n'y a eu à aucun moment paiement d'une rançon. Selon un livre posthume de Roger Auque, la rançon aurait été versée par la Libye. 
La droite française a crié au scandale et a affirmé qu'on cherchait à atteindre Jacques Chirac au travers de son ministre de l'Intérieur de l'époque. Charles Pasqua a accusé Lionel Jospin d'avoir créé un « cabinet noir », voué à déstabiliser la droite. Le Canard enchaîné « verrait bien l'intérêt de Jean-Pierre Chevènement, ou de Philippe de Villiers, qui chassent sur les mêmes terres que Charles Pasqua », avant de conclure que « ni l'un ni l'autre ne disposaient des moyens nécessaires pour lancer pareil missile ».

### Filmographie
- Documentaire 2007 Les otages du Liban de 1985-1988 de Jean-Charles Deniau